# Кононовская (Устьянский район)
Кононовская — деревня в Устьянском районе Архангельской области. Входит в состав Шангальского сельского поселения.

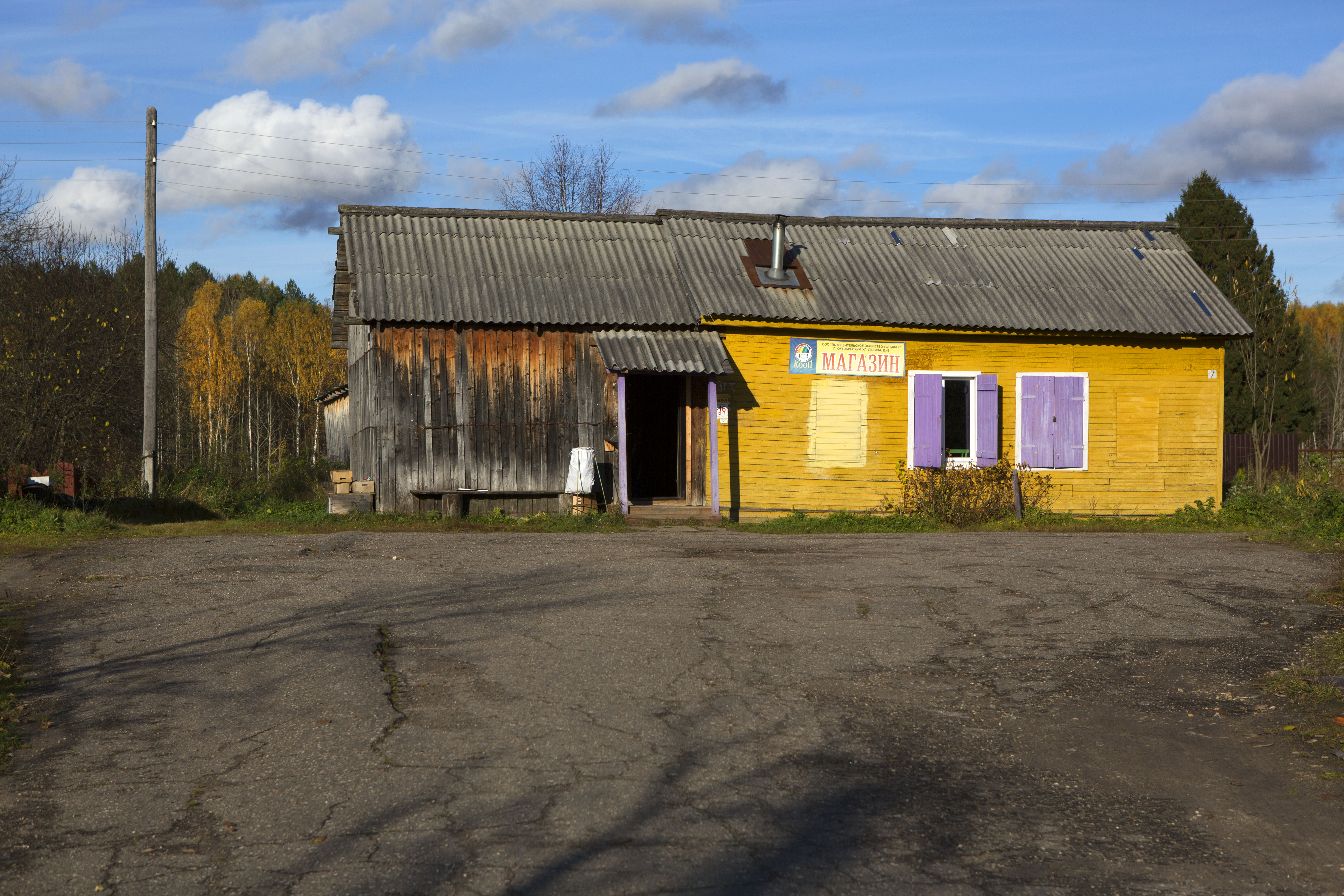
Магазин в д. Кононовской

## География
Деревня Кононовская расположена на востоке Шангальского поселения, на левом берегу реки Устья (приток Ваги), в устье ручья Кильмов. Через деревню проходит автодорога «Митинская — Кононовская — Шеломенская — Починовская — Аверкиевская — Тарасонаволоцкая». В километре от деревни, на берегу Устьи, находится центр лыжной и горнолыжной подготовки «Малиновка». Ближайшая железнодорожная станция Костылёво находится в 20 км от деревни.

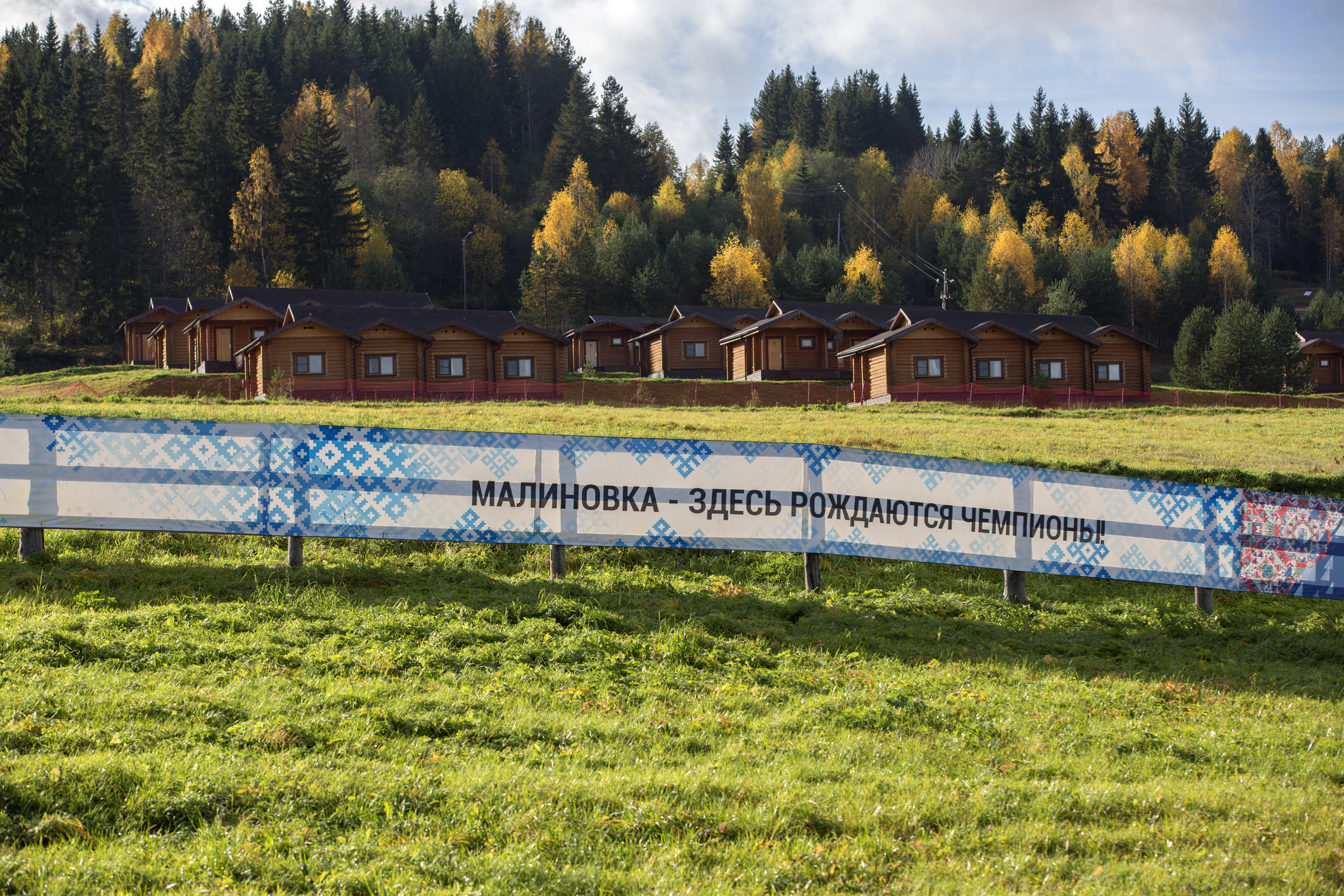
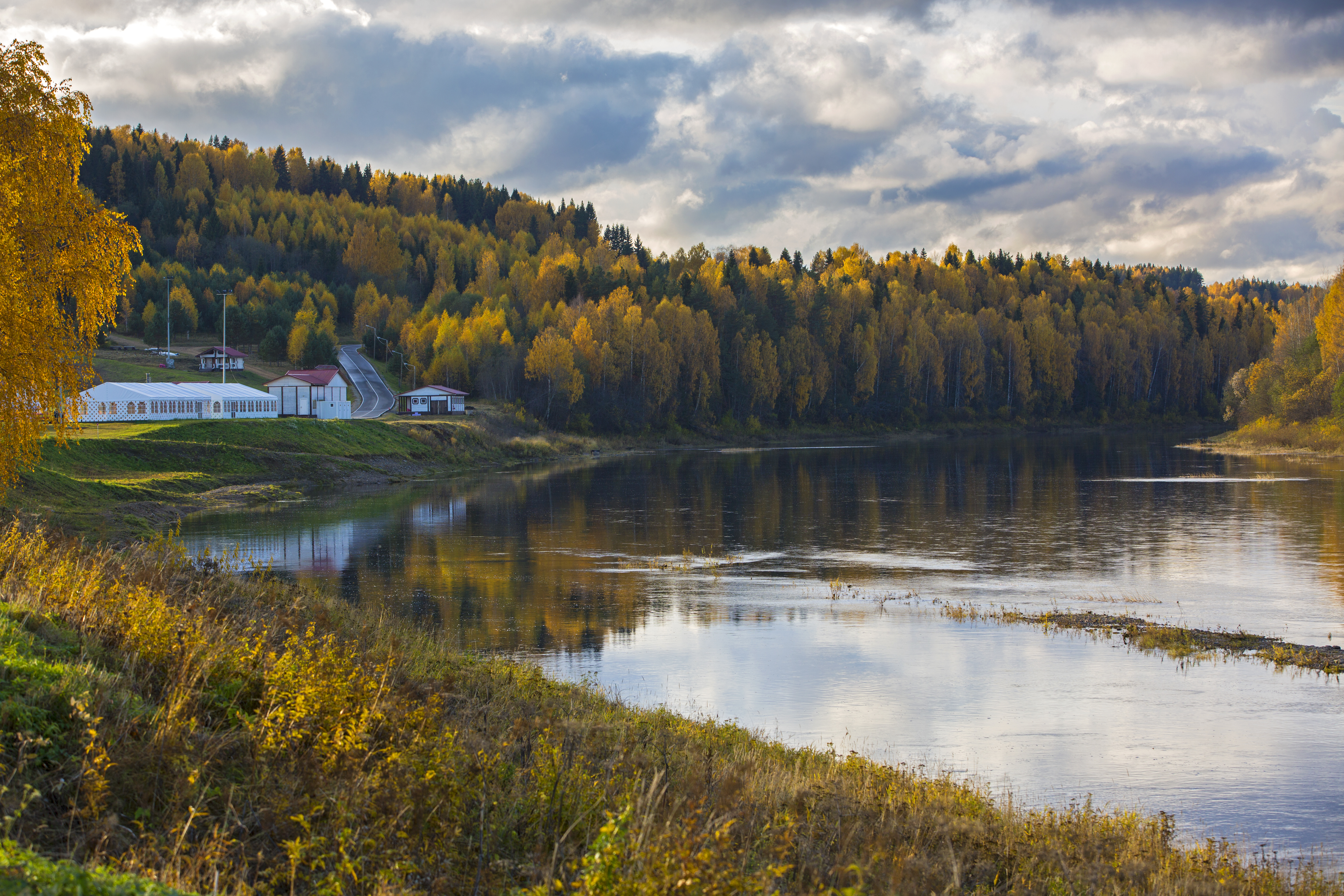
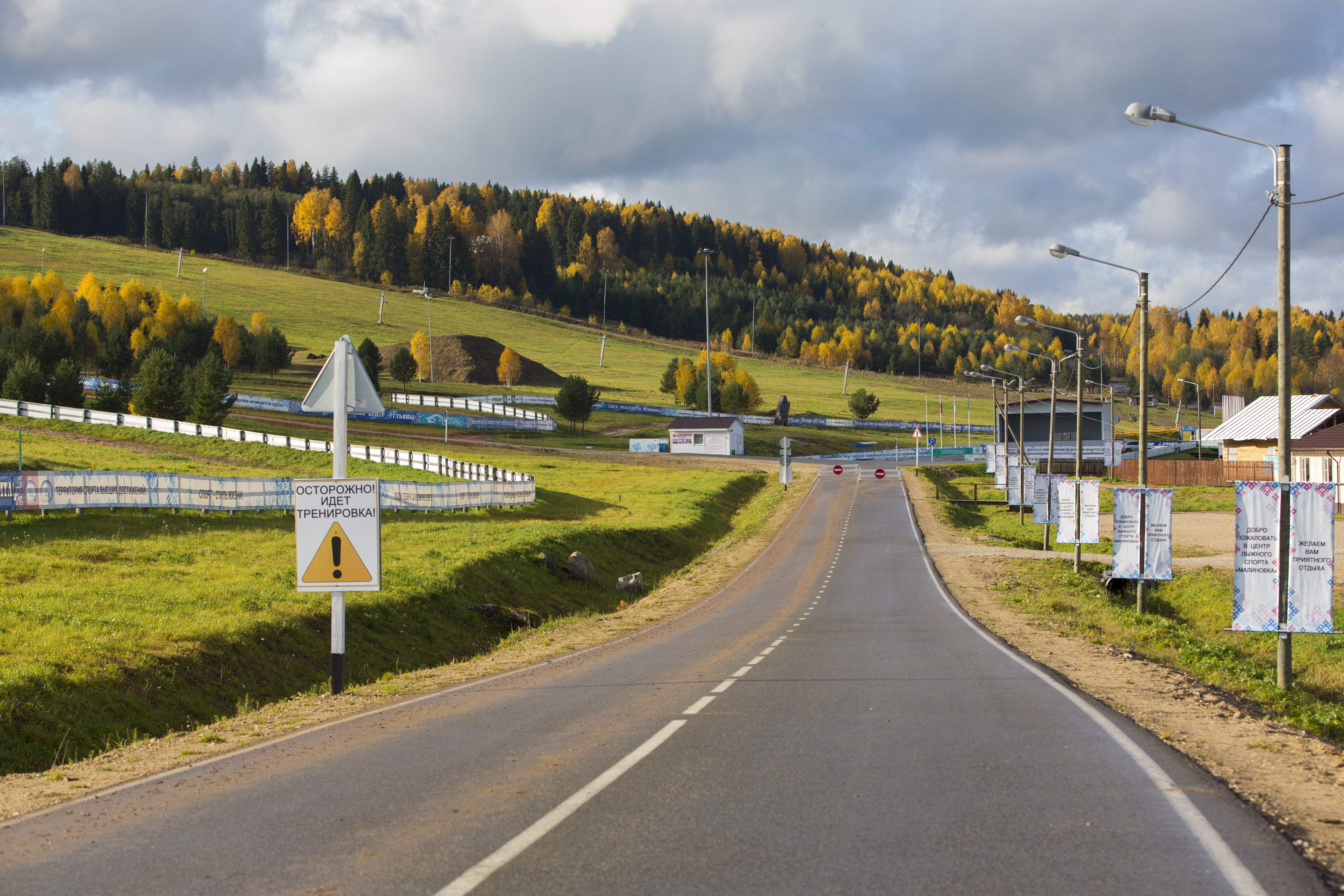
Центр лыжной и горнолыжной подготовки «Малиновка»

## Население
Численность населения деревни, по данным Всероссийской переписи населения 2010 года, составляла 64 человека. В 2009 году числилось 82 человека, в том числе 36 пенсионеров.

### Карты
- Топографическая карта P-38-99,100. Октябрьский
- Кононовская. Публичная кадастровая карта
- Кононовская на карте Wikimapia